# 脱法ドラッグ

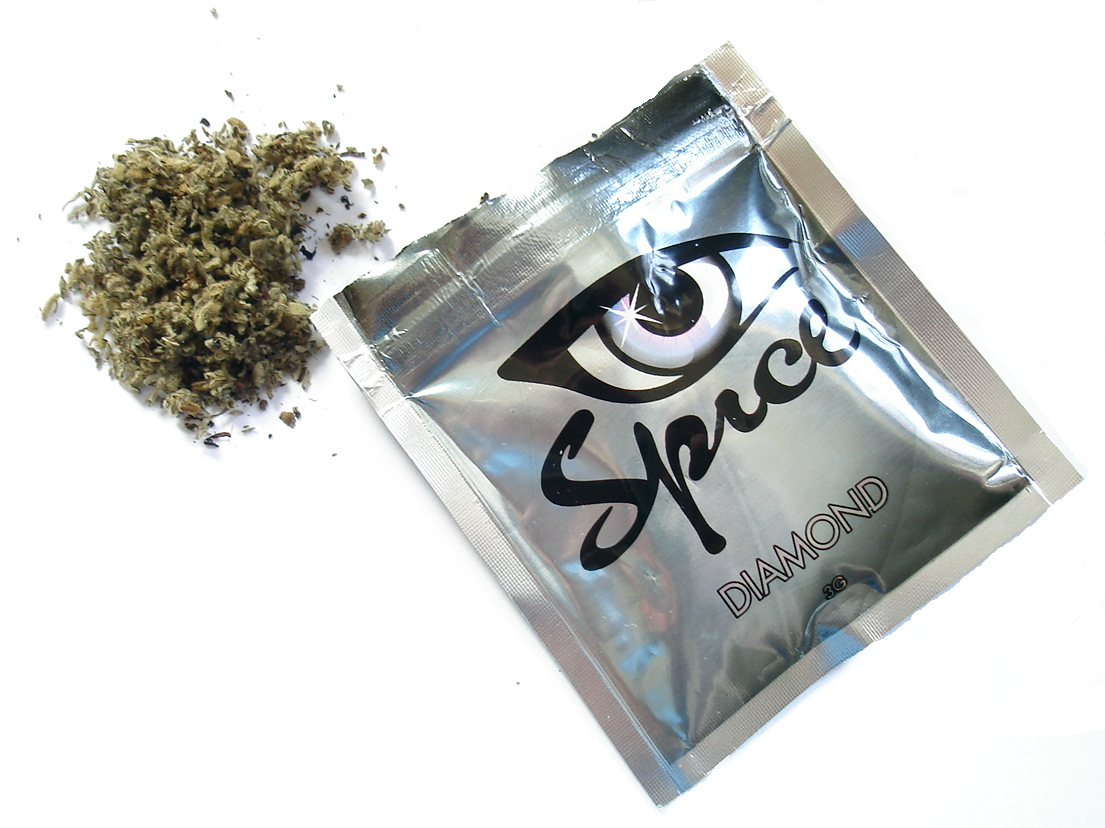
脱法ハーブは国際的に流通しており、日本では2011年より流通が増加した。

脱法ドラッグ（だっぽうドラッグ）とは、法律によって一部の薬物が規制されていることから、法律による規制がないであろう代替の薬物を表すために用いられている用語である。2000年半ばまで、合法ドラッグとだけ呼ばれた。行政側の用語が用意され脱法ドラッグが2000年半ばから、違法ドラッグが2005年から、危険ドラッグが2014年7月からである。英語では、一般にリーガル・ハイ (legal high) と呼ばれ、合法を意味するlegalを冠している。専門家の間では、新規向精神薬(novel/new psychoactive substance)と呼ばれる。摂取を継続している人の症状としては、顔色が悪い(青くなったり土気色になったりする)、動作がもっさり、ゆっくりする、手の震え、ものが持てない、字が書けない、読めない、目が赤くなったり、開かなくなったりする、など様々だが肌が赤くなったり腫れたりすることもあり、アレルギー反応を起こしやすい物として世界中で取り締まりが続けられている。
日本では「いたちごっこ」、海外では「モグラ叩き」 等と称されるように、薬物の規制によって、規制した薬物とは異なるが類似した構造や作用を持つ、新たな薬物が登場することが繰り返されている。流通する新規向精神薬は、2013年までを合計して348種類が同定されており、特に2013年には約100種類増加しており、麻薬に関する単一条約と向精神薬に関する条約によって現行で規制されている薬物合計234種類を上回っている。
自由主義的な薬物政策を持つ国々以外での、危険ドラッグに対する強い需要は、薬物が厳しく禁止されていることによってもたらされていると考えられる。アメリカには、連邦類似法があるが類似しているかどうかの議論により運用は困難に直面している。イギリスでは、共通した構造を持つ物質を包括的に規制することで対処しているが、網羅は不可能で、危険性の堅牢な証拠も欠き、医薬品を例外化する必要が出るなどの弊害も生まれる。日本は、薬物による問題を助長していると指摘されるようなアメリカ型の厳罰主義の薬物政策をとり、危険ドラッグの規制にはイギリスと似た包括指定を採用している。日本は再び乱用しないよう回復させる体制が遅れている。
日本では厚生労働省による規制により、新たに登場する薬物が依存性及び毒性を増しており、年間10人以下であった薬物によって死亡した疑いのあるものは2014年には6月までに20人を超えている。イギリスでは年間20人台であったものが2012年には2倍以上となっているが、アルコールなど他の薬物との併用で危険性を増すという指摘や、すでに規制された薬物による死亡も数えてしまっているなど指摘されている。規制を強化する事により、新たな薬物が出てきており、公衆衛生上のリスクの増大が懸念される。

## 日本での歴史

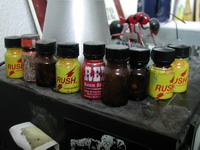
ラッシュとニトライト系ドラッグ

日本においては、1995年頃より繁華街の店舗などで「合法ドラッグ」が販売されるようになった。1995年の『週刊ポスト』では、ハーブが配合された商品やスマートドラッグや、ラッシュが紹介されている。1997年には、『日本薬剤師会雑誌』に「いわゆる合法ドラッグと呼ばれるものについて」と題する論文が掲載され、主に薬効のあるハーブ類が紹介されており、ガラナといった強壮剤、麻黄といった興奮剤、マジックマッシュルームなどであり、その他としてラッシュも紹介されている。1998年に東京都が買い上げ調査を実施した際には、まだ合法ドラッグの用語が使われている。またこの頃、精神科医が合法ドラッグとして、睡眠薬や、メチルフェニデート（リタリン） に言及している。1998年には、LSDのような幻覚作用のある化合物の2C-Bが麻薬に指定された。
2000年に、「脱法ドラッグ」の用語が用いられるようになったのは、東京都の買い上げ調査により生薬のような医薬品にしか使用できない成分が含まれたことからそれでは販売は許可できないという理由からである。2000年頃インターネットの普及などに伴い乱用が広がったとされる。2002年6月には、マジックマッシュルームが規制されるに至る。
2005年頃には、5-MeO-DIPTなどの中毒情報が多かった。さらにトリプタミンとフェネチルアミンのような化学構造の薬物が多かった。この頃は、幻覚剤のデザイナードラッグの流通が多く、2006年に麻薬に指定された2C-T-7は、五感の歪みや幻覚を感じる。数分程度の間酩酊感を持つ「ラッシュ」の俗称で販売された亜硝酸エステルも2006年に指定薬物となった。
次第に、合法ハーブと称する大麻に類似した合成カンナビノイドを含有する商品が流行するようになる。第一世代・第二世代と言われていた合法ハーブは大麻やLSDといったナチュラルドラッグと大差が無いほどの効果があり、インターネットで誰でも手軽に購入できたため、販売業者の乱立やレビューサイトの隆盛などでユーザーを増加させ、アンダーグラウンドから徐々に表舞台に出てくるようになる。2011年には第四世代と呼ばれていた合法ハーブが出てくるが、これ以降はマスメディアによる報道での拡散効果によるユーザーの大規模な流入により合法ハーブの質が大幅に低下し、どこで誰が何を用いて作ったのか分からない「粗悪品」と呼ばれるものだらけとなってしまった。2011年、日本中毒情報センターに対して「合法ハーブ」による急性中毒の問い合わせが、昨年以前には年間10件以下であったものが、半年で20件以上と増加した。脱法ドラッグの一種が、「合法ハーブ」と称して販売されているということである。次第に報道等による用語は、「脱法ハーブ」となっていった。中毒症状による救急搬送、酩酊下の運転事故が続いたことから、より迅速に違法であることを指定するために、薬事法における指定薬物の運用が始まった。2013年には、指定薬物を包括指定するという新しい薬事法の運用によって、類似の構造の薬物を一括で規制していくこととなった。
日本では、販売の名目ではなく事実上、摂取目的で販売したと判断される場合は「無承認・無許可医薬品」の販売として、薬事法違反での取り締まりの対象となる。しかし、この解釈が曖昧なため、購入者が勝手に目的外使用をしているとの建前のもとに、相次ぐ摘発強化で販売を取り扱う実店舗が殆ど消えたにも拘らず、いまだにアダルトショップやインターネットなどの潜りのマーケットではクリーナーや芳香剤、研究用試薬、観賞用などと謳って販売されていることがある。
日本国内においては、自動車の運転により人を死傷させる行為等の処罰に関する法律により、薬効成分の種類を問わず薬物の影響下で、正常な運転が困難な状態、または正常な運転に支障が生じる恐れがある状態に陥る薬剤の影響下での運転を規制している。これらの薬剤の影響下で自動車を走行する行為により人を死傷させた場合、危険運転致死傷罪に問われる。さらに薬物の影響下にあったことを隠蔽したり発覚を恐れて逃亡した場合には、過失運転致死傷アルコール等影響発覚免脱罪にも問われる。しかし、実際に事故が起きてしまってからでは遅いということで、事故をおこさなくても、「薬物の影響その他の理由により、正常な運転ができないおそれがある状態での運転」をする可能性があることが判明した場合に、道路交通法第66条（過労運転等の禁止）違反で逮捕する運用が2014年8月から開始されている。さらに、危険な運転そのものを防ぐために、職務質問等で車内から危険ドラッグが見つかった場合、その時点で使用していなくても、過去に使用したことがあり、使用した状態では正常な運転ができなくなる可能性があることを認識していれば、交通違反の有無にかかわらず、道路交通法が定める「危険性帯有者」として、公安委員会に諮って運転免許の効力を最大6カ月停止する運用も2014年9月から開始されている。

## 国際的な歴史
現在までに国際的な薬物規制としては、1961年の麻薬に関する単一条約と1971年の向精神薬に関する条約とで併せて200種ほどの薬物を国際的に規制している。医薬品も含めて新たに乱用されるようになった薬物は、従来は規制物質の一覧に追加するような形で規制されてきた。
1989年には、世界保健機関の専門委員会にて、既に規制されている薬物に化学的に非常に近い物質の乱用が報告されるようになる。1980年代以降は、トリプタミンやフェネチルアミンの構造を持った薬物の流通が徐々に見られるようになっていた。2000年以降に、合成カンナビノイドが流行するようになると、新たな向精神薬の数は増加している。新規向精神薬の登場が多く早くなっており、新たな法的な手法が模索されており、各国の法律によって対策を講じている。それは類似的な規制（アナログ方式）、包括的な規制（ジェネリック方式）、あるいは限定的な販売許可である。
2013年までには、すでに国際的に規制している数とは別に、国際的に流通する新規向精神薬がこれまでを合計して348種類が同定されており、特に2013年には97種類が同定された。

## 名称
このような用語には、統一された定義はない。

### 英語圏
リーガル・ハイは、英語圏で用いられる用語である。合法を意味する：legal、ハイになる陶酔を意味する：highである。この用語について専門家は極めて役に立たないとしており、アルコールやタバコのような定着した合法薬物は除外されているが、様々な人々が莫大な範囲の異なる薬物を指すために使っているためである。ハイにならないものも含まれてくる。
専門家の多くは、新規向精神薬 (novel psychoactive substance) の用語を用いるが、中には新規ではないものもある。例えば、国連薬物犯罪事務所 (UNODC) は、新規向精神薬 (new psychoactive substances) に関する報告を行っており、リーガル・ハイやデザイナードラッグとも呼ばれるとしている。2014年の国連薬物犯罪事務所や欧州薬物・薬物依存監視センター (EMCDDA) の報告書でも新規向精神薬を定義しており、麻薬に関する単一条約と向精神薬に関する条約とによって規制されていない薬物のことである。
デザイナードラッグの用語では、化学構造の点など規制薬物に類似しているものを指してくる。既存の向精神薬に類似しているということである。

### 日本
合法ドラッグ
合法ドラッグの用語は、こうした薬物の販売者側や報道での用語であり、当初は行政側もこの用語を用いており、新聞でも1999年までは同様である。法律で取り締まることができない薬物といった意味である。安全であるかのような意図があるのではとする感想もあった。なお、この『合法』という言葉に着目した場合、国際条約による規制の対象から外れるタバコやアルコール飲料、カフェインなども含まれることになるが、これらは下記の「脱法～」・「違法～」・「危険～」などの呼称の範疇に含まれない。
脱法ドラッグ
脱法ドラッグとは、東京都の行政側が2000年から用い始めた用語である。2000年8月29日の『朝日新聞』では、「合法ドラッグ改め脱法ドラッグ」という見出しと共に、東京都による買い上げ調査によって医薬品成分が含まれていることが判明したために用語を変更したことが報道された。マオウなどすでに薬事法に触れるような成分が含まれ、厳密には法律に触れている場合があることからの名称である。
脱法ドラッグの用語は、2014年7月に新たな用語を募集した際に厚生労働省による定義が公表されており、その定義は、規制された薬物と同様の作用があるが、規制された薬物でないことを標榜している薬物であり、規制薬物を含む場合もあるとしている。英字版など国外報道では、ジャパンタイムズ と毎日新聞が、quasi-legal drug（合法と見せかけた薬物）、NHKがlaw-evading drug（法をすり抜けた薬物）など一定した訳語はない。
違法ドラッグ
「違法ドラッグ（いわゆる脱法ドラッグ）」は厚生労働省が2005年に提言した用語で、その時の検討会では「脱法」の用語では法の網をする抜けているという印象があるとして、「違法ドラッグ」へと名称を変更した。脱法ドラッグを説明し、「以降本文書では違法ドラッグと呼ぶ」とされることもある。「違法」の語が、一般には分かりにくいとされた。
危険ドラッグ
危険ドラッグは、上記のような定義を表す用語をパブリックコメントで募集した結果、2014年7月から行政側によって用いられることになった用語である。日本の警察庁と厚生労働省は、2014年7月4日に、危険性の高い薬物であることが理解できるような脱法ドラッグに代わる用語を公募した。約2万件の募集があり、準麻薬183件、廃人ドラッグ140件、危険薬物123件、破滅ドラッグ110件、危険ドラッグ102件、有害ドラッグ95件であった。2014年7月22日には、その選定結果が公表され、危険を冠した用語とドラッグで終わる用語が多かったことにより、これを組み合わせて「危険ドラッグ」となった。その当日から数日後にも、著名人による意見やTwitterのようなインターネット上にて、危険ドラッグの用語に対する批判が集まった。厚生省は、この用語の普及を広く図っていくとした。2014年新語・流行語大賞の候補50語に選出された。

## 分類
こうした薬物は、形状、化学構造、作用などによって大まかに分類される。ある薬物を禁止する法律が、その代替の薬物に対する需要をもたらしており、モデルとなる薬物が存在する。しかし薬理学的な特徴は単純に分類できないことに注意が必要である。この節では、作用と由来によっておおまかに分類する。化学構造による分類は以降に挙げる。

### ケミカルとナチュラル
ケミカルとナチュラルの分類は、違法か否かということには関係のない分類である。こうした薬物の使用者は、マジックマッシュルームや大麻のようなナチュラルな薬物をより安全であるとみなし、ケミカルのような合成された薬物を危険であるとみなす信念を持っている場合がある。2014年では「ハーブ」の名前を持つ薬物は、実際には合成されたカンナビノイドのような薬物が混入されていることも多い。

### 合成カンナビノイド
合成カンナビノイドは、こうした薬物の大部分を占めている。合成カンナビノイドとは、大麻に含まれる成分であるTHCの化学構造や作用を模して合成された化合物である。物質名としてはJWH-018など多様に存在する。このような化合物がハーブの形をしたお香に混入されて販売されることも一般的である。大麻のほうが安全である可能性が高く、リスクを予測しやすく過剰摂取しにくい。合成カンナビノイドではその粉末が袋の底に溜まり、予期せず過剰摂取することがある。

### 新規精神刺激薬
新規の精神刺激薬であり、既存のものと同様に強迫的な使用や過剰摂取、精神刺激薬精神病の危険性がある。

#### エフェドラ
精神刺激作用のある生薬であるマオウや、エフェドリンが含まれている薬物はエフェドラ系と呼ばれる。主に、ダイエット薬やサプリメントなどの名目で販売され、1990年代からアメリカ合衆国を中心に流行し始めた。マオウ自体にエフェドリンが含まれていて、エフェドリンはフェネチルアミン系であり興奮剤的効果を持つ。また、エフェドリンは多くの国で規制物質となっている。日本でも、質量比10%を超える製品は、覚せい剤取締法により、覚せい剤原料として規制されている。

### 新規幻覚剤
新規の幻覚剤は、カンナビノイドや精神刺激薬のようには普及していないが、一定の需要が存在する。LSDやマジックマッシュルームのような既に定着した薬物は、過剰摂取することが不可能に近いため、新規の幻覚剤では過剰摂取のより大きな危険性を持っている可能性が高い。LSDのような定着した幻覚剤と間違え、過剰摂取する可能性がある。

### その他

#### ニトライト
亜硝酸エステルを主成分としている脱法ドラッグは、ニトライト系もしくは亜硝酸エステル類と呼ばれ、お香やクリーナー名目で販売されている。気化したドラッグを経鼻摂取する。使用により酩酊感が得られ、オーガズム時に摂取するとその快感が上昇する。著名な物はラッシュ。使用により血圧低下が起こり、循環器に障害を残す場合がある。

## 化学構造
類似した化学構造であっても、幻覚作用や興奮作用といった異なる作用を示すため、化学構造による分類は作用を代表しない。ニコチンのような単純な化学構造であれば、類似した構造を持つ誘導体は30～40種類しか作れない。しかし、より大きな化学構造を持つ場合にはさらに多い誘導体の合成が可能であり、包括的に類似の構造を挙げることは不可能である。

### フェネチルアミン
フェネチルアミン骨格を持つ薬物は、フェネチルアミン系と呼ばれる。トリプタミン系と同様、多数の薬物がフェネチルアミン系である。アンフェタミンは日本の法律の覚醒剤に、メスカリン、MDMA、MBDB、2C-B、2C-T-7などは日本の法律の麻薬に指定されている。興奮作用をもつ覚せい剤や、幻覚剤のMDMAのデザイナードラッグである。

フェネチルアミンの化学構造
アンフェタミンは、日本では覚醒剤で、興奮作用がある。
ブプロピオン、医薬品だが共通した骨格を有するためイギリスの包括的な指定から除外される必要が出た[16]。
MDMAは、愛の薬として知られ、典型的な幻覚剤とは異なり、親密さ、対人関係能力や共感力を増強する[49]。日本では麻薬。
5-APDB（英語版）、2014年から日本では指定薬物。
メスカリンは、幻覚剤で、音が見える共感覚といった、知覚の歪みのような幻覚がもたらされる[49]。天然に存在する物質で、国際的に規制され、日本では麻薬。

### トリプタミン
トリプタミン骨格を持つ薬物は、トリプタミン系と呼ばれる。幻覚作用を持つ多数の薬物がトリプタミン系である。日本の法律上の麻薬に指定された著名な物質は、天然にも存在するシロシン、シロシビン、DMTや、合成された5-MeO-DIPT、AMTなどである。広い意味では神経伝達物質セロトニンもトリプタミンにあたる。トリプタミン系の薬物はセロトニン受容体に作用し、多幸感や幻覚を誘発する。これらの代謝を阻害するモノアミン酸化酵素阻害薬や、または選択的セロトニン再取り込み阻害薬 (SSRI) やSNRIとの併用は危険である。そのような併用や、過剰摂取により重篤なセロトニン症候群に至る。

### 合成カンナビノイド
化学構造がTHCとは大きく異なる場合でも、類似した作用があり、さらにそれぞれの化学構造の違いも、どこかが1つだけ変わったというような単純ではない。

THCと合成カンナビノイドの化学構造
THC、大麻の成分。
AM-2201、2011年に指定薬物。
APINACA、2012年に指定薬物。
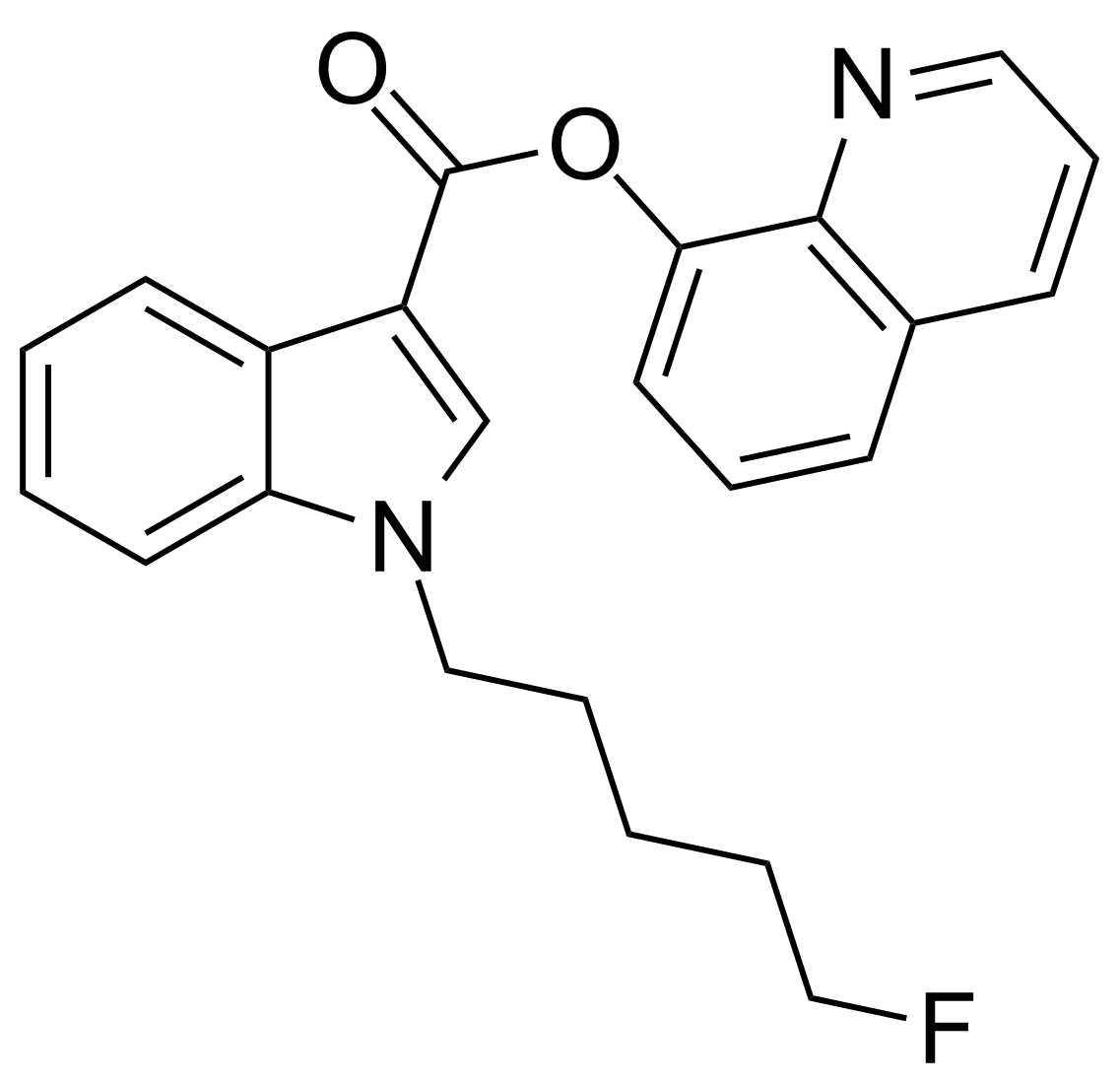
5F-PB-22（英語版）、2013年に指定薬物。

### 包括的な指定と治療研究への弊害
アメリカ国立精神衛生研究所 (NIMH) のトーマス・インセルは、現行の抗うつ薬の効果を効くのも数週間後であるとして不十分とし、次世代の抗うつ薬の目標に、数時間で寛解をもたらすケタミンを挙げ、こうした流れにより理化学研究所が同様にケタミンによる研究を行っている。諸外国では既にこうした治療を提供している施設も存在する。こうした背景によって、より安全な代替薬の探索の必要性があり、類似したメトキセタミンはケタミンより副作用が少ないと考えられるが、禁止されたことで著しく研究が制限される。
イギリスでは、包括指定から動物病院にて用いられるケタミンに類似した薬物を1種類除外する必要があったが、製薬会社が似た構造の自社製品の研究に消極的となったり、研究への影響が深刻である可能性がある。こうしたことはケタミン以外にも言える。2014年には、国際神経精神薬理学会(CINP)は、根本的治療には程遠く副作用に問題のある現行の薬の状況を打破するために、新たな薬の標的を探し、革新的な創薬ができるよう各国に提案している。薬物規制の禁止主義は人権侵害と薬物使用を停止させることの失敗をもたらしたし、合法ドラッグの強い禁止は研究開発の中止という悲惨な結果ももたらす。

## 流通形態
海外では植物肥料、お香、研究化学物質 (research chemical)、またバスソルト（入浴剤）として販売されている。2013年の日本薬剤師会雑誌の論文では、脱法ハーブとされるものは主に合成カンナビノイドが混入した形態、リキッド（液状）やパウダー（粉状）では興奮系薬物が主とされている。
商品がブランド名を冠している場合には、同じブランド名であっても混入された化学物質が同じ物質であるとは限らない。
形状は粉末状の物が多く、液状や錠剤の物もある。結晶状の脱法ドラッグは計量器を使わない場合正確な計量が難しく、使用者にはオーバードースの危険が伴う。摂取方法は主に経口である。

## 死亡者数

### イギリス
|                        | 2008年 | 2009年 | 2010年 | 2011年 | 2012年 |
| ---------------------- | ------ | ------ | ------ | ------ | ------ |
| 新規向精神薬による死亡 | 25人   | 26人   | 22人   | 29人   | 52人   |

ただしこれは2012年の死亡者のうち13人は、既に2003年に規制済みのGHBが原因であるなど、既に規制されているものを含んで過剰に推定されているとも指摘されている。そしてイギリスでは、合法ドラッグによって1年間に死亡する人数の2倍もの人が、アルコールによって毎日死亡していることも指摘されている。
このような死亡は、アルコールをはじめとした他の薬物との併用によって危険性を増すことが多いのではないかと指摘されており、特にアルコールは判断力を消失させて、薬物の服用など危険な行動につながりうる。

### 日本
|                                | 2012年 | 2013年 | 2014年6月まで |
| ------------------------------ | ------ | ------ | ------------- |
| 脱法ドラッグにより死亡した疑い | 8人    | 9人    | 24人          |

日本の警察庁の調査で、交通事故によって死亡した数は含まず、吸引によって死亡した疑いのある人数である。
2014年の日本の専門家の言説では、規制を逃れた薬物が年々より危険に、日本中毒学会の上條吉人理事によれば毒性の強いものに、国立精神・神経医療研究センター依存性薬物研究室の松本俊彦によればより悪い依存症に 変わってきているという。

## 薬物政策
薬物政策そのものでは、アメリカでは1980年代から薬物戦争 (War on Drug) をスローガンにして厳罰主義となったが、1990年代には薬物の依存と乱用をむしろ促進しているとの批判が集り、回復を目指すドラッグコートという施設が実験されていった。
日本は、このアメリカの政策を後追いした。日本では覚醒剤による刑事施設収容者が4分の1を占め、男子62.1%といった高い再犯率を維持しているのは、薬物依存症が治療されないためであり、さらには司法にかかるコストのほうが、治療にかかるコストよりも大きい。覚醒剤なども含めた薬物の問題に関して、アメリカではこうした専門家が数百人はいるとみられるが、日本では10人もいないとされ、再び薬物を使用しないという回復の体制が先進諸国で最も遅れているとされる。依存症が治療されない結果、日本は覚醒剤の乱用が50年も続いている国際的に稀有な国である。
薬物戦争のようなアプローチは、厳しい罰則が使用を抑制するだろうという考えに基づくが、実際にはこうしたアプローチをとっている国は、より寛容な政策をとる国よりも薬物使用による問題が大きい。非犯罪化などの、寛容な政策をとった国々において、恐れられていた依存率の上昇などは確認されていない。オランダやスイスでは、薬物を使用する人々がいるということ認めた上で、その使用によって生じる害を減らすことを目的とするハーム・リダクションという政策をとっており、こうした国々では新規向精神薬に対する強い需要はないと考えられる。大麻が実質的に合法であるオランダでは、大麻を模倣する合成カンナビノイドの需要はごくわずかであり、このような主張が裏付けられる。

## 規制

### 包括規制と類似規制
包括方式（ジェネリック方式）
同様の化学構造を持つ物質を包括的に規制する。デメリットとして、危険であるという正当な根拠なく規制されるおそれがあり、罰則が強い場合には特にそうであり、また一度指定されてしまった物質は製薬研究が困難となる。
類似方式（アナログ方式）
化学構造だけでなく同様の薬理作用を規制する。
またニュージーランドでは、こうした新規向精神薬をクラスDに分類し、健康上のリスクと安全上の警告を表示し、成年に限って販売している。

### 日本
取り締まりは主に都道府県警察、厚生労働省麻薬取締部、各都道府県薬事担当課により行われる。主に麻薬及び向精神薬取締法の麻薬を指定する政令にて、規制された物質として追加してきており、それでは迅速に対応できないとして薬事法における指定薬物の制度が制定された。それ以外には条例を用いることもある。2013年3月以降は、化学構造が類似している多くの薬物を指定薬物として「包括指定」して、取締りの対象とすることができるようになった。地方自治体の条例に基づく取り締まりは保健所もしくは警察が実施する。

#### 国際社会における日本政府の取り組み
2005年3月、日本は国連麻薬委員会に対して、新たな薬物への取組に関する決議案を提出し、国連麻薬委員会決議48/1として全会一致で採択された。薬物関連の条約における規制薬物ではない新たな薬物が、特定の地域で登場し脅威となっていると報告した。これに伴い各国の情報交換や国際連携を強める必要があるとして、その様に努める事を決議した。

#### 2005年、無承認・無許可医薬品の取締強化
2005年以前は、個々の薬物を新たに麻薬などに指定しない限り、人体への摂取を名目に販売されていないものは販売を制限することが出来なかった。しかし2005年2月25日の通知により、薬事法上の無承認・無許可医薬品として取締りの対象が拡大し、「使用目的に係る標榜ぶり如何に関わらず、事実上人体への摂取が目的とされていると判断される場合は、薬事法上の無承認・無許可医薬品として取締りの対象とする」とされた。
この結果、脱法ドラッグを販売をしている業者に対しても、薬事法に基づく取り締まりを行うようになり、芳香剤、研究用試薬、観賞用と称するものを取り締まった。業者の多くは広告掲載や販売を停止し、日本における脱法ドラッグ市場は縮小することになった。
厚生労働省は、脱法ドラッグの呼称を違法ドラッグへと替えた。これは2005年9月22日に行われた厚生労働省主催の「第5回脱法ドラッグ対策のあり方に関する検討会」で提案された意見に沿ったということである。同検討会は、脱法ドラッグは薬事法に基づけば違法であるとの考え方のもとで、呼称の切り替えを提案した。

#### 2007年、指定薬物（薬事法改正）
指定薬物は、脱法ドラッグ対策としての新たに設けられた区分である。厚生労働大臣は、危険性の高い脱法ドラッグを、薬事・食品衛生審議会の意見に基づき指定薬物に指定することが出来る。指定薬物は、医療等の用途を除いて製造や輸入やその広告が禁止され、行政は指定薬物の検査・廃棄・回収・立入検査などを行える。また、指定薬物の製造・輸入・販売・授与・販売・授与の目的で貯蔵・陳列には罰則が設けられる。
また指定薬物の指定は、麻薬や覚せい剤の指定より短期間で行われるため、行政は脱法ドラッグに対してより迅速に対策を取る事ができるようになる。
2006年3月7日、厚生労働省は、第164回通常国会に「薬事法の一部を改正する法律案」を提出した。これは「脱法ドラッグ対策のあり方に関する検討会」と「医薬品販売制度改正検討部会」の提言を踏まえている。提出の理由として「医薬品販売制度などの見直し」と「脱法ドラッグへの対策強化」が挙げられた。6月8日に改正案は可決され、6月14日に公布された。「脱法ドラッグへの対策強化」としての改正法は2007年4月1日に施行された。

#### 2013年、指定薬物の包括指定
2013年2月20日、厚生労働省は脱法ドラッグに使われる「合成カンナビノイド類」772物質を指定薬物として包括指定する省令を公布し、3月22日から施行された。この最初の包括指定により、指定薬物は従来の92種から851種へと一気に拡大した。

#### 2014年、所持の違法化
2014年4月1日より、指定薬物に指定されたものについては、従来の流通だけでなく、所持、使用なども、懲役3年以下または、300万円以下の罰金という罰則となった。

#### 麻薬に指定された薬物
脱法ドラッグとして流通されたもので、2000年以降に麻薬指定された物を以下に示す。
- 2001年10月 - GHB（ガンマヒドロキシ酪酸）
- 2002年6月 - マジックマッシュルーム
- 2003年10月 - アミネプチン（英語版）、TFMPP（英語版）、BZP（英語版）
- 2005年4月 - 5-MeO-DIPT（5N,N-ジイソプロピル-5-メトキシトリプタミン）、AMT（α-メチルトリプタミン）
- 2006年4月 - 2C-T-7（英語版）（2,5-ジメトキシ-4-プロピルチオフェネチルアミン）、MBDB（英語版）（N-メチル-α-エチル-3,4メチレンジオキシフェネチルアミン）
- 2006年10月 - 3CPP（英語版）（1-(3-クロロフェニル)ピペラジン）、TMA-2（英語版）（2,4,5-トリメトキシ-α-メチルフェネチルアミン）
- 2007年1月 - ケタミン
- 2007年2月 - メチロン（英語版）
- 2007年10月 - オリパビン（英語版）
- 2008年1月 - 2C-T-2（英語版）、2C-T-4（英語版）、2C-I
- 2009年1月 - N-ヒドロキシMDMA（英語版）
- 2012年8月 - JWH-018（英語版）、カンナビシクロヘキサノール（英語版）、MDPV（英語版）、4-メチルメトカチノン（メフェドロン（英語版））
- 2013年3月 - エトカチノン（英語版）、5-MeO-DALT（英語版）、α-PVP（英語版）、JWH-073（英語版）、JWH-122（英語版）、PMMA（英語版）
- 2013年5月 - AM-2201、MAM-2201（英語版）
- 2014年1月 - bk-MDEA（英語版）、タペンタドール、XLR-11（英語版）
- 2014年7月 - 5F-QUPIC (5F-PB-22（英語版）)

#### 都府県による対策
一部の都府県は脱法ドラッグへの取り組みとして、薬物乱用防止条例を制定した。この条例は「脱法ドラッグ条例」ともよばれる。
条例では大麻取締法、覚せい剤取締法、麻薬及び向精神薬取締法、あへん法及び毒物及び劇物取締法における規制物質ではなく、向精神作用があり濫用の危険性が伴う薬物のうち、濫用の危険性があるもしくは濫用されている薬物を、知事が「知事指定薬物」に指定することが出来る。知事指定薬物は製造、栽培、販売、授与、販売又は授与が禁止され、刑事罰が規定されている。知事指定薬物への指定対応は、国の対応に比べて短期間で行われている。
都府県で薬物乱用防止条例が2005年に初めて制定された東京都において、2C-I、MBDBなどは、国より先に東京都知事指定薬物として規制された。
しかし、2014年11月2日付の毎日新聞によると、脱法ドラッグの防止や禁止の条例を定めた条例を制定しているのは9都道府県のみで、残る21県には条例制定の動きさえ無いことが明らかになっている。これにより生じた条例の空白地帯の自治体を狙う形で、販売業者側が販路確保の動きを強めている模様で、国による抜本的対策が求められている。

### アメリカ合衆国における薬物規制
アメリカ合衆国において薬物規制を行う機関は、アメリカ司法省の麻薬取締局であり、部分的に食品医薬品局 (FDA) や連邦捜査局 (FBI) が執り行う。州法や市法に基づき、それぞれの法執行機関が薬物に対する取り組みをおこなう。（関連：アメリカ合衆国の警察）
連邦法として規制物質法が乱用薬物を規制しており、そこに連邦類似法 (Federal Analog Act) が内包されている。規制物質法は、薬物をスケジュールIからスケジュールVの5つに分類し、各スケジュールの取り扱いを規定している。連邦類似法は、スケジュールIおよびIIに、化学的もしくは薬理作用が類似した物質を取り締まることが出来る内容となっている。
この法律の運用は、特に基準を確立するための詳細なガイドラインがないために、薬物が類似しているか否かの議論によって、法律的な困難に直面しており見直しが求められている。

#### ウェブ・トリップ作戦
ウェブ・トリップ作戦 (Operation Web Tryp) は、麻薬取締局によって2004年度に実施され、2004年7月21日に終了し10人を逮捕した。規制物質法によって規制されていないが、連邦類似物質法に照らして合法性に疑問がある、トリプタミン系とフェネチルアミン系の薬物を流通させた疑いのあるウェブサイトの調査を目的としていた。ウェブサイトの売買は、「研究用化学薬品」の売買として知られるようになっていた。これらの販売は、合法的な産業目的や研究目的よりむしろ娯楽的使用のために行われており、「研究用化学薬品」の名目は事実の隠蔽を意図した歪曲的な表現であった。
5つのサイトが作戦によって取り締まられ管理者が逮捕された。麻薬取締局によれば、サイトから販売されたAMTは、2002年4月にニューヨーク州の北部の男性が死亡した原因となり、別のサイトにより販売された2C-T-7及び2C-T-21はルイジアナ州の22歳の男性が死亡した原因となっていた。その他に入院を必要とする14件のオーバードース事故が、麻薬取締局により挙げられている。
2004年11月、麻薬取締局から提供されたクレジットカード情報により、イギリス警察は20人を超えるイギリス人を逮捕し告訴した。これらのサイトを通じて薬物を購入していたことによる。

### イギリスにおける薬物規制
2005年薬物法の21節にて、どんな形態のマジックマッシュルームも違反とする修正を施すために、政府が薬物乱用諮問委員会 (ACMD) の助言を求めることとなっていたが、その機会が与えられないまま、この修正は施行された。そのため、有害性についての、他のクラスA薬物と同等の害を及ぼすという科学的証拠がなく、1993年からヘロインによる5737件の死亡証明書があった一方、キノコでは1件であり、EUにおける乱用の動向のデータによれば、より危険な幻覚剤に置換されており、間違った分類になっているという証拠がある。

デビッド・ナットら薬物に関する独立科学評議会（ISCD）による2010年に『ランセット』に掲載された薬物の相対的な有害性に関する論文。マジックマッシュルームは最下位の有害性である。

イギリスでは、後に共通する化学構造を持つ薬物を一括して規制する法律を持っている。#包括的な指定と治療研究への弊害も参照。
イギリスではリーガル・ハイとして流通していたメフェドロンによるたった1例の死亡をメディアにて大々的に報道し、そして禁止したことによって、一部の使用者はより有害なコカインの使用に舞い戻り死亡者が増加した。

## 脱法ドラッグを扱った作品

### 映像作品
ドラマ『特命係長 只野仁シリーズ 2ndシーズン』第15話 「ニセ只野」（作：柳沢きみお、テレビ朝日）
主人公の同期でもある女癖の悪い営業課長が、（「会長直属特命係長」任務遂行時の主人公に片思いしている）会長付女性秘書（会長令嬢）を手篭めにする為、危険ドラッグを用いるシーンが登場。
ドラマ『科捜研の女』第15シリーズ正月スペシャル
海外から密輸された新種の危険ドラッグが作中に登場し、物語後半ではその危険ドラッグを服用した人物が幻覚などの症状に見舞われて傷害事件を引き起こすシーンが描かれる。
ドラマ『警視庁捜査一課9係』Season10 第1話「空飛ぶ花嫁 - 危険ドラッグ殺人事件-」
危険ドラッグを過剰摂取して自殺したとされる女性の死が物語の鍵となる他、危険ドラッグ撲滅を掲げる政治家が事件のキーパーソンとして登場する。
『NHKスペシャル 攻防 危険ドラッグ』
危険ドラッグの取締りを強化する捜査当局と危険ドラッグ業者との激しい攻防を追ったドキュメンタリー番組。

### ゲーム
ソーシャルゲーム『オルタナティブガールズ』メインストーリー1部
敵組織に味方する人物によって闇取引されていた架空の危険ドラッグ「ハッピークリスタル」が学生の間で流行し、多くの犠牲を出しながら日常を蝕んでいく様子が描かれた。ゲームの世界観に合わせ、失踪していた服用者が怪物に変化してしまうシーンもある。ここまで明確に危険ドラッグだとわかる描写例のあるソーシャルゲーム作品は、2023年現在本作しか知られていない。